# Clayton Stoner
Clayton Stoner, född 19 februari 1985 i Port McNeill är en kanadensisk professionell ishockeyspelare som spelade för Vegas Golden Knights i NHL. Han har tidigare spelat för Anaheim Ducks och Minnesota Wild.
Stoner draftades i tredje rundan i 2004 års draft av Minnesota Wild som 79:e spelare totalt.
21 juni 2017 valdes Stoner av Vegas Golden Knights i expansionsdraften.